# Nocne plemię
Nocne plemię (ang. Nightbreed) – amerykańsko-kanadyjsko-brytyjski mroczny film fantastyczny z elementami horroru z 1990 roku w reżyserii i według scenariusza Clive’a Barkera. Ekranizacja opowiadania reżysera Cabal. Nocne plemię z 1988. Film przedstawia losy Aarona Bonne’a (Craig Sheffer), młodego mężczyzny dręczonego przez koszmarne wizje, które zaczynają się spełniać. Oskarżony przez swojego psychiatrę i policję o popełnienie morderstw, ucieka przed obławą i trafia do tajemniczej krainy Midianu.
W momencie premiery film Barkera otrzymał w większości negatywne recenzje ze strony krytyków i okazał się finansową porażką. W kilku wywiadach reżyser zaprzeczał, jakoby wytwórnia próbowała zareklamować film jako typowy slasher z powodu niepełnych informacji na temat fabuły produkcji. Od tamtego czasu film zyskał miano kultowego.
Z biegiem czasu Barker wyrażał rozczarowanie ostateczną wersją filmu, zatwierdzoną przez studio, i chciał odzyskać taśmy filmowe, aby ponownie zmontować Nocne plemię. W 2014 udało mu się zebrać materiały produkcyjne, które posłużyły do stworzenia wersji reżyserskiej, wydanej przez Scream Factory.

## Fabuła
Aarona Boone’a dręczą nocne koszmary o podziemnym mieście Midian, zamieszkanym przez potwory oraz wizje krwawych zbrodni, które później zaczynają się spełniać. Na prośbę swojej dziewczyny Lori Winston, udaje się na wizytę do psychoterapeuty dr Philipa Deckera, który umacnia Aarona w przeświadczeniu, że to on sprawcą zbrodni. Doktor wręcza Boone’owi tabletki, do których dodał LSD, oraz nakazuje pacjentowi oddać się w ręce policji. Po zażyciu tabletek Aaron zostaje potrącony przez ciężarówkę i trafia do szpitala. Tam podsłuchuje rozprawiającego o Midianie Narcisse’a, który daje mu wskazówki, jak dostać się do miasta, po czym zaczyna zrywać sobie skórę z głowy. Gdy personel szpitala zajmuje się Narcissem, Boone ucieka.
Aaron udaje się do Midianu, miasta położonego pod ogromnym cmentarzem, gdzie spotyka Kinskiego i Peloquina, nienaturalne stworzenia. Kinski chce wprowadzić Boone’a do miasta, jednak Peloqiun jest przeciwny i gryzie Boone’a. Ten ucieka i trafia na oddział policjantów dowodzonych przez doktora Deckera, którzy zabijają go. Z powodu ugryzienia Aaron wraca do życia i wyrusza po raz kolejny do Midianu. Tam w życie społeczności wprowadza go przywódca Nocnego plemienia, Dirk Lylesberg.
Lori stara się zrozumieć, dlaczego Boone ją zostawił i przeprowadza własne śledztwo, wraz z Sheryl Ann. Na cmentarzu Lori pomaga Rachel i jej córce, Babette, członkiniom nocnego plemienia, a w tym samym czasie dr Decker morduje Sheryl Ann. Boone ratuje swoją dziewczynę z rąk mordercy i zabiera ją do Midianu. Philip Decker oskarża Aarona o zabójstwo hotelowych gości i razem z policją tworzy specjalny oddział, który ma zniszczyć Midian i zlikwidować żyjące tam stworzenia. Po bitwie i zniszczeniu Midianu Boone i Lori spotykają się z ocalałymi i postanawiają znaleźć sobie nowe miejsce w świecie.

## Obsada
Na podstawie materiału źródłowego:
- Craig Sheffer – Aaron Boone/Cabal
- Anne Bobby – Lori Winston
- David Cronenberg – dr Philip Decker
- Charles Haid – kapitan policji Eigerman
- Hugh Quarshie – detektyw Joyce
- Hugh Ross – Narcisse
- Doug Bradley – Dirk Lylesberg
- Catherine Chevalier – Rachel
- Malcolm Smith – Ashberry
- Bob Sessions – Pettine
- Oliver Parker – Peloquin
- Debora Weston – Sheryl Ann
- Nicholas Vince – Kinski
- Simon Bamford – Ohnaka
- Kim Robertson – Babette
- Nina Robertson – Babette
- Christine McCorkindale – Shuna Sassi
- Tony Bluto – Leroy Gomm
- Bernard Henry – Baphomet

## Nagrody i nominacje
| Rok  | Organizator                       | Nagroda                                | Odbiorca                        | Wynik     | Źródło |
| ---- | --------------------------------- | -------------------------------------- | ------------------------------- | --------- | ------ |
| 1990 | Amsterdam Fantastic Film Festival | Silver Scream Award                    | Clive Barker                    | nagroda   | [ 4 ]  |
| 1991 | Avoriaz Fantastic Film Festival   | Nagroda Specjalna Jury                 | Clive Barker                    | nagroda   | [ 5 ]  |
| 1991 | Saturn                            | Najlepszy horror                       | Nocne plemię                    | nominacja | [ 6 ]  |
| 1991 | Saturn                            | Najlepszy reżyser                      | Clive Barker                    | nominacja | [ 6 ]  |
| 1991 | Saturn                            | Najlepsza charakteryzacja              | Bob Keen, Geoffrey Portass      | nominacja | [ 6 ]  |
| 1991 | Fantasporto                       | Nagroda krytyków                       | Clive Barker                    | nagroda   | [ 7 ]  |
| 1991 | Fantasporto                       | Najlepszy film                         | Nocne plemię                    | nominacja | [ 7 ]  |
| 2015 | Saturn                            | Najlepsza Specjalna Edycja DVD/Blu-Ray | Nocne plemię: Wersja reżyserska | nagroda   | [ 8 ]  |